# Castelo de Peebles
O Castelo de Peebles (em inglês:  Peebles Castle) foi um castelo do século XII localizado em Peebles, Scottish Borders, Escócia.

## História
Houve um castelo pertencente à nobreza em Peebles no reinado de David I.
É provável que o castelo tenha sido destruído durante as Guerra da Independência, em 1334 quando Edward Baliol concedeu diversas aldeias, castelos e condados da região a Eduardo III, apenas a "aldeia e condado de Peebles" eram mencionados e não o castelo.
Atualmente não existe nenhum vestígio do mesmo.